# 鄭國忠 (1956年)
鄭國忠（1956年1月23日—），中華民國政治人物，民主進步黨籍，首位以牧師身份從政的政治人物，曾任臺灣省議會議員、立法委員、台南市政府新聞及國際關係處處長、台南市政府民政局局長。
鄭國忠於臺南神學院神學系畢業，並於美國芝加哥神學研究院獲得（Chicago Graduate School of Theology）神學碩士及澳洲南昆士蘭大學企管碩士學位。
1988年，鄭國忠在臺南縣新化鎮台灣基督長老教會口埤教會擔任牧師，並在口埤教會開辦台灣基督教城鄉宣教協會草根組織課程，進行「城鄉宣教運動」（URM）訓練，當時口埤教會外時有情治人員監視，鄭國忠卻因此與農民及勞工有了更深層的互動。1994年，鄭國忠代表民主進步黨參選第十屆臺灣省議員當選，隨後又當選第五屆、第六屆立法委員，並組織台灣-加拿大國會議員聯誼會，致力於台灣和加拿大的外交工作。
立委選制修改後(單一選區兩票制)，鄭國忠隨即退回幕後，專心致力於基層組織訓練工作，包括URM(Urban Rual Mission)-城鄉宣教訓練，組織群眾，爭取權益、OST(Open Space Technology)開放空間技術，以及TPN(Third-Part Neutral)中性第三者，並致力於非暴力群眾運動的抗爭，和其老師林哲夫教授積極投入群眾基層訓練工作，致力於農民、勞工、婦女、青年、原住民等組織工作。
身為基督長老教會牧師，鄭國忠一生致力於人權的維護。他深深體會，建立一個「強者公義、弱者安全」的社會，是他一生努力的目標。因此在台灣面臨同性婚姻議題的關鍵時刻，他選擇和同志站在同一陣線，甚至陪同同志團體前去拜會蔡英文總統，雖然遭致同是長老教會牧師的攻擊，但並不能改變他對同志人權的堅持。

## 外部連結
立法院 （页面存档备份，存于）